# Đấu Lục
Thành phố Đấu Lục (tiếng Trung:斗六市, Bính âm:Dǒuliù Shì, Wade-Giles: Tou-liou Shih; Peh-oe-ji: Táu-la̍k-chhī) là thành phố huyện lỵ của Huyện Vân Lâm, tỉnh Đài Loan.

## Giáo dục
- National Yunlin University of Science and Technology (國立雲林科技大學)
- TransWorld University Lưu trữ ngày 29 tháng 5 năm 2011 tại Wayback Machine (環球科技大學 Lưu trữ ngày 5 tháng 12 năm 2020 tại Wayback Machine)

## Bệnh viện
- Bệnh viện Đại học Quốc gia Đài Loan, phân viện Vân Lâm
- Cheng Kung Hospital Douliu Branch
- Tzu Chi Douliu Clinic

## Công nghiệp
Đấu Lục có Khu công nghiệp Đấu Lục và Khu Kho học Công nghệ Vân Lâm